# Sliačska Magura
Sliačska Magura (1120 m) – szczyt w zachodniej części Niżnych Tatr na Słowacji. Znajduje się w tzw. Grupie Salatynów (Salatíny) w dolnej części Doliny Lupczańskiej (Ľupčianska dolina). Wznosi się w północno-wschodnim grzbiecie Małego Salatyna (Malý Salatín). Wschodnie stoki opadają do Doliny Lupczańskiej, zachodnie do doliny potoku Sliačanka tworzącego dolinę o nazwie Sliačska dolina. W kierunku północnym (z odchyleniem na wschód) od szczytu Sliačskiej Magury biegnie długi grzbiet, poprzez szczyt Homôľka (950 m) opadający do Kotliny Liptowskiej pomiędzy należącą do miejscowości Liptovské Sliače osadą Vyšný Sliač i miejscowością Partizánska Ľupča. Ľupčianka dokonała tutaj przełomu między szczytem Sliačskiej Magury i Przedniej Magury i płynie pomiędzy nimi ciasną głęboko wciętą doliną o typowym V-kształcie.
Przez szczyt Sliačskiej Magury biegnie granica  Parku Narodowego Niżne Tatry. Należą do niego południowe stoki. Sliačska Magura jest całkowicie porośnięta lasem i nie prowadzi przez nią żaden szlak turystyczny. Z osady Vyšny Sliač prowadzi jednak na jej szczyt droga grzbietem Homôlki. Na odcinku między Homôlką a Sliačską Magurą są przy niej dwie polany.